# 南投縣草屯鎮草屯國民小學

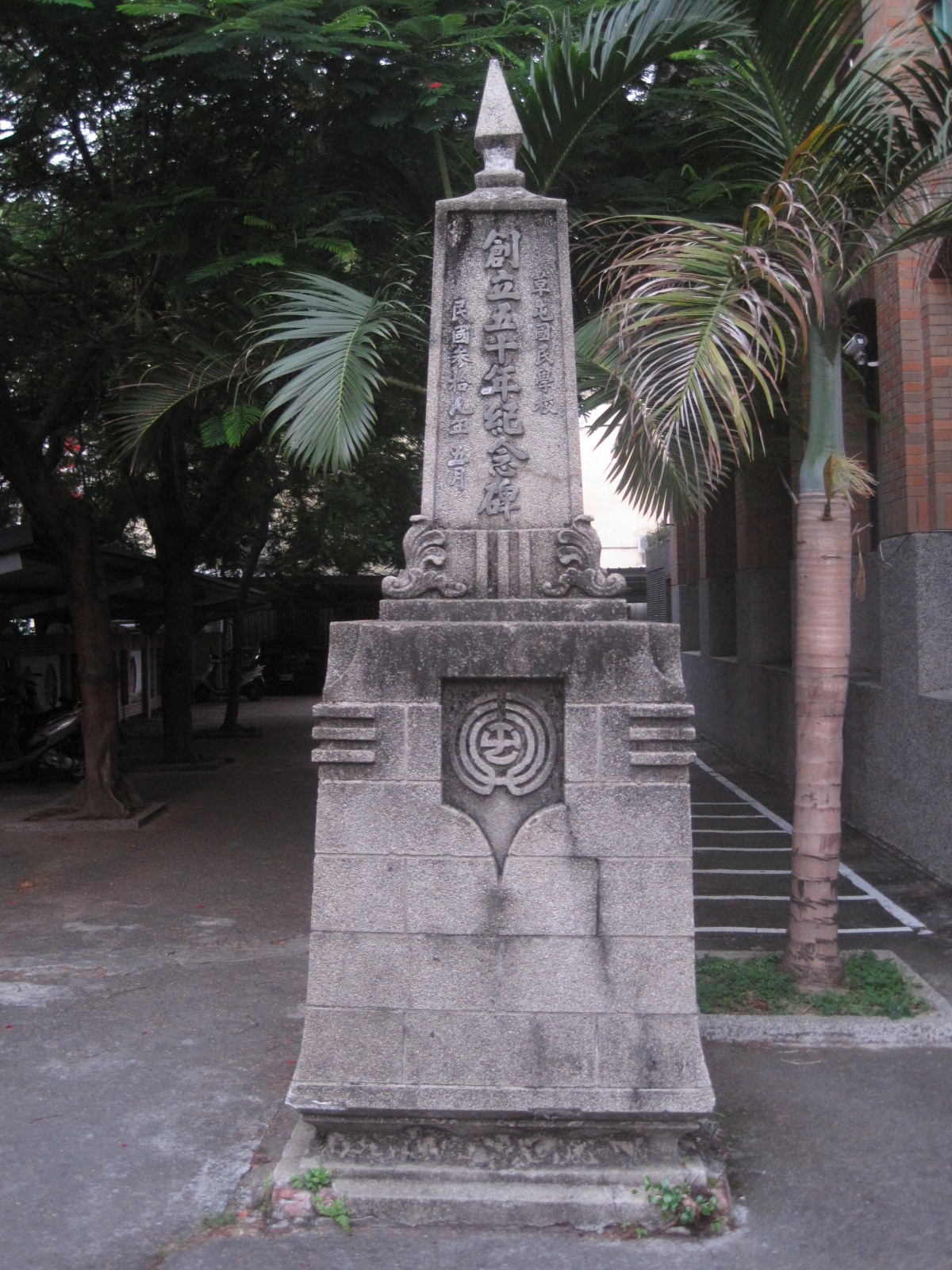
位在校門旁的草屯國民學校創立五十年紀念碑

南投縣草屯鎮草屯國民小學（簡稱草屯國小）位在臺灣南投縣草屯鎮的一所小學，建校歷史超過百年。

## 歷史
- 1899年，以「南投公學校草鞋墩分校」而設立，並在草鞋墩和宮開辦正式上課。
- 1900年4月，遷至李春盛翁私宅上課。5月，獨立設校為「草鞋墩公學校」。
- 1904年4月，於今址建設新校。
- 1909年4月，設立土城分校及新庄分校。
- 1916年4月，設實業科。
- 1919年3月停設實業科。4月併設簡易農業學校。
- 1920年3月，新庄分校獨立設校為「新庄公學校」。4月，設立北投埔分離教室。
- 1921年4月，北投埔分離教室改為北投埔分校；土城分校獨立設校為「土城公學校」。6月，校名改為「草屯公學校」。
- 1922年3月，簡易農業學校及北投埔分校獨立為「碧峰公學校」。4月設高等科。
- 1941年4月，校名改為「草屯東國民學校」。
- 1945年中華民國接管臺灣後的11月，校名改稱為「南投縣草屯國民學校」。
- 1953年8月，被指定為南投縣學校行政示範國民學校。
- 1954年9月，炎峰分校獨立設校「炎峰國民學校」。
- 1960年3月，被指定為南投縣社會教育示範民學校。8月，獨立「僑光國民學校」。
- 1968年8月，校名改為「南投縣草屯國民小學」。
- 1969年8月，獨立「富功國民小學」。成立啟智班二班。
- 1975年，成立南投縣第二個啟智教育學校開辦二班啟智班。8月籌設敦和國小分校。
- 1978年10月，草屯鎮公所暫借該校禮堂辦公（至1980年1月）。
- 1980年8月，敦和分校獨立設校，白文龍擔任第一任校長。
- 1990年9月，開辦特殊教育啟聰班二班。
- 1999年9月九二一大地震，南棟教室18間嚴重毀損，11月20日拆除。
- 2000年6月28日，自由時報認養該校災後重建工程開始動工。12月24日校舍落成啟用典禮。
- 2003年8月，成立音樂班。
- 2005年6月，禮堂歷史建築修繕完成

## 歷任校長
日治時期
1. 渥美寬藏：1899年4月－1912年3月
2. 三田村留次郎：1912年4月－1913年10月
3. 明石要一：1913年11月－1920年3月
4. 常田袈裟吉：1921年6月－1937年3月
5. 岩下袈裟次郎：1937年6月－1939年3月
6. 山口勝利：1939年4月－1943年3月
7. 岩崎偉一：1943年4月－1945年12月

民國時期
1. 洪支山：1945年12月10日－1949年8月25日
2. 岳宗鵬：1949年8月25日－1955年2月14日
3. 張崇賜：1955年2月14日－1957年10月1日
4. 林貴添：1957年10月1日－1970年10月1日
5. 林瓊瑤：1970年10月1日－1980年8月22日
6. 林寬演：1980年8月22日－1992年7月31日
7. 白文龍：1992年8月1日－1997年1月31日
8. 蕭春妙：1997年2月1日－1999年2月1日
9. 吳光勳：1999年2月1日－2004年1月31日
10. 徐坤木：2004年2月1日－2006年7月31日
11. 林英智：2006年8月1日－2009年1月31日
12. 張淑甚：2009年1月31日－2009年7月31日
13. 楊界雄：2009年7月31日－2013年7月31日
14. 陳恆聰: 2013年7月31日-2017年7月31日
15. 陳文燦：2017年8月1日-至今

## 相關書籍
吳光勳，《草屯國小百週年校慶紀念特輯》，南投縣政府，2000-12

## 外部資料
- 草屯國小 （页面存档备份，存于）